# کشتی در المپیک تابستانی ۱۹۸۴
کشتی در بازی‌های المپیک تابستانی ۱۹۸۴ نام رویداد ورزش کشتی در بازی‌های المپیک تابستانی بود که در سال ۱۹۸۴ برگزار شد.

## مدال‌آوران

### آزاد مردان
| بازی‌ها       | طلا                                  | نقره                            | برنز                        |
| ۴۸ کیلوگرم   | بابی ویور · ایالات متحده آمریکا      | تاکاشی ایره · ژاپن              | سون گاب-دو · کره جنوبی      |
| ۵۲ کیلوگرم   | شعبان ترستنا · یوگسلاوی              | کیم جونگ-کیو · کره جنوبی        | یوجی تاکادا · ژاپن          |
| ۵۷ کیلوگرم   | هیدئاکی تومییاما · ژاپن              | بری دیویس · ایالات متحده آمریکا | کیم اویی-کون · کره جنوبی    |
| ۶۲ کیلوگرم   | رندی لوئیس · ایالات متحده آمریکا     | کوسی آکایشی · ژاپن              | لی جونگ-کئون · کره جنوبی    |
| ۶۸ کیلوگرم   | یون این-تاک · کره جنوبی              | اندرو رین · ایالات متحده آمریکا | یوکا راوهالا · فنلاند       |
| ۷۴ کیلوگرم   | دیو شولتز · ایالات متحده آمریکا      | مارتین کنوسپ · آلمان غربی       | شعبان سیدیو · یوگسلاوی      |
| ۸۲ کیلوگرم   | مارک شولتز · ایالات متحده آمریکا     | هیدیوکی ناگاشیما · ژاپن         | کریستوفر رینکه · کانادا     |
| ۹۰ کیلوگرم   | اد بنک · ایالات متحده آمریکا         | آکیرا اوتا · ژاپن               | نئول لوبان · بریتانیای کبیر |
| ۱۰۰ کیلوگرم  | لو بنک · ایالات متحده آمریکا         | جوزف عطیه · سوریه               | واسیله پوشکاشو · رومانی     |
| ۱۰۰+ کیلوگرم | بروس بومگارتنر · ایالات متحده آمریکا | رابرت موله · کانادا             | آیهان تاشکین · ترکیه        |

### فرنگی مردان
| بازی‌ها       | طلا                               | نقره                             | برنز                               |
| ۴۸ کیلوگرم   | وینچنزو مائنزا · ایتالیا          | مارکوس شرر · آلمان غربی          | ایکوزو سایتو · ژاپن                |
| ۵۲ کیلوگرم   | آتسوجی میاهارا · ژاپن             | دنیل آسوس · مکزیک                | بانگ دائه-دو · کره جنوبی           |
| ۵۷ کیلوگرم   | پاسکواله پاسارلی · آلمان غربی     | ماساکی اتو · ژاپن                | چارالامبوس چولیدیس · یونان         |
| ۶۲ کیلوگرم   | کیم وئون-کی · کره جنوبی           | کنت-اوله یوهانسون · سوئد         | اوگو دیتشه · سوئیس                 |
| ۶۸ کیلوگرم   | ولادو لیسیاک · یوگسلاوی           | تاپیو سیپیلا · فنلاند            | جیمز مارتینز · ایالات متحده آمریکا |
| ۷۴ کیلوگرم   | جوکو یوهان سالومکی · فنلاند       | روگر تالروت · سوئد               | اشتفان روسو · رومانی               |
| ۸۲ کیلوگرم   | یون درایکا · رومانی               | دمیتریپپس تانوپولوس · یونان      | سورن کلیسون · سوئد                 |
| ۹۰ کیلوگرم   | استیو فریزر · ایالات متحده آمریکا | ایلی ماتی · رومانی               | فرانک اندرسون · سوئد               |
| ۱۰۰ کیلوگرم  | واسیل آندری · رومانی              | گرگ گیبسون · ایالات متحده آمریکا | یوژف ترتی · یوگسلاوی               |
| ۱۰۰+ کیلوگرم | جف بلاتنیک · ایالات متحده آمریکا  | رفیق ممیشویچ · یوگسلاوی          | ویکتور دولیپسکی · رومانی           |

## جدول مدال‌ها
| رتبه | کشور                      | طلا | نقره | برنز | مجموع |
| ۱    | ایالات متحده آمریکا (USA) | ۹   | ۳    | ۱    | ۱۳    |
| ۲    | ژاپن (JPN)                | ۲   | ۵    | ۲    | ۹     |
| ۳    | کره جنوبی (KOR)           | ۲   | ۱    | ۴    | ۷     |
| ۴    | رومانی (ROU)              | ۲   | ۱    | ۳    | ۶     |
| ۵    | یوگسلاوی (YUG)            | ۲   | ۱    | ۲    | ۵     |
| ۶    | آلمان غربی (FRG)          | ۱   | ۲    | ۰    | ۳     |
| ۷    | فنلاند (FIN)              | ۱   | ۱    | ۱    | ۳     |
| ۸    | ایتالیا (ITA)             | ۱   | ۰    | ۰    | ۱     |
| ۹    | سوئد (SWE)                | ۰   | ۲    | ۲    | ۴     |
| ۱۰   | کانادا (CAN)              | ۰   | ۱    | ۱    | ۲     |
| ۱۰   | یونان (GRE)               | ۰   | ۱    | ۱    | ۲     |
| ۱۲   | مکزیک (MEX)               | ۰   | ۱    | ۰    | ۱     |
| ۱۲   | سوریه (SYR)               | ۰   | ۱    | ۰    | ۱     |
| ۱۴   | بریتانیای کبیر (GBR)      | ۰   | ۰    | ۱    | ۱     |
| ۱۴   | سوئیس (SUI)               | ۰   | ۰    | ۱    | ۱     |
| ۱۴   | ترکیه (TUR)               | ۰   | ۰    | ۱    | ۱     |